# Thierberg (Tyrol)
Le Thierberg est une colline qui s’élève à 721 m d’altitude dans les Alpes de Brandenberg, au sud-ouest de la ville de Kufstein, en Autriche.

## Géographie
Le Thierberg, le Zeller Berg, le Festungsberg, Lausbühel et le Maistaller Berg sont des montagnes de hauteur mineure autour de Kufstein.

## Histoire
Au Moyen Âge, un projet de fortification de la montagne comme doublon de la fortification du Festungsberg a été envisagé mais n'a finalement pas été mis en place.